# Трихлорид-фосфид трикадмия
Трихлорид-фосфид трикадмия — неорганическое соединение
хлора, фосфора и кадмия с формулой Cd3PCl3,
светло-жёлтые кристаллы,
не растворяется в воде.

## Получение
- Нагревание в запаянной толстостенной ампуле смеси  фосфида и хлорида кадмия:

{\displaystyle {\mathsf {Cd_{3}P_{2}+3CdCl_{2}\ {\xrightarrow {400-540^{o}C}}\ 2Cd_{3}PCl_{3}}}}

## Физические свойства
Трихлорид-фосфид трикадмия образует светло-жёлтые кристаллы двух модификаций:
- β-Cd3PCl3, моноклинная сингония, параметры ячейки a = 0,699 нм, b = 0,797 нм, c = 0,738 нм, β = 118,1°, существует при температуре ниже 530°С;
- α-Cd3PCl3, гексагональная сингония, параметры ячейки a = 0,763 нм, c = 0,713 нм, существует при температуре выше 530°С, но при быстром охлаждении может быть «заморожена» при комнатной температуре.

Не растворяется в воде.